# Acrocephalus (planta)
Acrocephalus es un género con 117 especies de plantas con flores de la familia Lamiaceae. Este nombre está en homonimia con el género de aves, Acrocephalus (carriceros comunes), en la familia Sylviidae.
Algunos autores los incluyen como sinónimo del género Platostoma.

## Taxonomía
El género fue descrito por George Bentham y publicado en Journal of Botany, British and Foreign 66: 141. 1928. La especie tipo es: Dicrocaulon pearsonii N.E. Br. 